# Salsola aperta
Salsola aperta là loài thực vật có hoa thuộc họ Dền. Loài này được Paulsen miêu tả khoa học đầu tiên năm 1903.